# Роман про людське призначення
«Роман про людське призначення» — роман-епопея української письменниці Емми Андієвської. Сюжет роману є фантастично-химерним і розповідає історії життя українців, які опинилися на еміграції, написаний авторкою писала протягом десяти років з 1970 по 1980 роки. Твір вирізняється іронічністю та довжиною речень, які сягають багатьох сторінок. Оригінальна стилістика та неординарний сюжет Роману про людське призначення відзначалися та досліджувалися відомими літературознавцями Данилом Гузар-Струком, Юрієм Шевельовим та Іваном Фізером. Роман видавався двічі: у 1982 році мюнхенським видавництвом «Сучасність» та у 1992 році київським видавництвом «Орій» при УКСП «Кобза».
В 1984 році авторка одержала за цей роман літературну премію Фундації Тетяни та Омеляна Антоновичів.

## Особливості твору

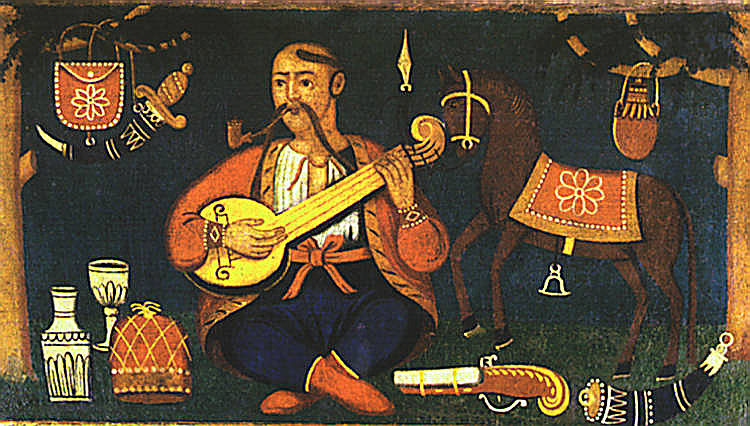
Одним з головних героїв роману є Дзиндра, який постає у образі характерника козака Мамая.

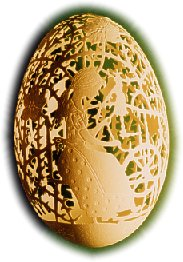
Багато магічних предметів та перетворень в романі об'єднує форма яйця.

В романі описано події, які відбувалися в Україні та серед української діаспори в різних країнах світу. Історичні особи відомі серед української діаспори часто згадуються в романі. Серед іншого, це Василь Барка, Йосип Сліпий, Яків Гніздовський, Григор Крук, Богдан Сташинський, Йосип Гірняк, Іванка Винників, Марія Дольницька, Володимир Кубійович та його дружина Дарія Сіяк, Валентин Мороз та лаоський принц який одружився з українкою.
Місця подій знаходяться по всьому світі: Мюнхен, Нью-Йорк, Нова Зеландія, Пенсільванія, Хуст, Прага, Рим та ін. При цьому практично всі дійові особи є українцями, за окремими виключеннями. Роман визначний надзвичайно великою кількістю персонажів, їх налічується понад 500. Також довжина речень в романі типово сягає декількох сторінок.

## Магічні предмети та події в романі
Серед героїв чимало таких, які мають особливі здібності. Таким є Дзиндра, безсмертний характерник і автор теорії дзеркал, завдяки якій можна проходити через стіни. Особливий статус в романі має також винахідник-бездомник Іван Безручко. Він з'являється, щоби втручатись у долю героїв як вища сила. Подібно до героїв творів Кастанеди, Безручко також приховує своє минуле. Безручко ніколи не залишає свою гуску-лелеку Юнону, яка здатна говорити латиною та поглинає змій. Дійовими особами твору є також міфологічні персонажі такі як Віктор Платонович Кентавр, який є патріотом України, невеличкий Сфінкс та Нептун. В романі є декілька алхіміків, один із яких воскрешає персонажа Євгена Пошелюжного. Деякі герої здатні проходити крізь стіни, їздити на блискавці та бачити майбутнє.
Окрім різного роду перетворень та видінь, персонажі використовують деякі магічні предмети. Детально описано використання наступних речей:
- Виварка Безручка
- Колесо долі у Безручка
- Дзеркало-промінь з чавуну схоже на яйце застосоване Дзиндрою
- Чаша з Господньої кров'ю в Київських печерах
- М'який діамант
- Котушки часу
- Шафа-товариш Верети
- Лускавка зла Бодана Чаплі
- Кресало Цизьо

## Тема української людини в романі
Роман має різко антиімперський характер. Радянську владу та росіян часто названо «єдинонеділимниками», «ощасливлювачами людства», які намагаються витіснити українців «на власній не своїй землі». Сталіна у романі названо «Йоською», а Леніна «бородачем».
Згідно з дослідницею романів Андієвської, О. Смерек, в романі зроблена спроба творення міфу України. Епіграфом до твору вибрано слова Тараса Шевченка «… Возвеличу малих отих рабів німих!» Центр землі в романі знаходиться в Києві на Хрещатику. Київ названо вічним містом:
|  | ... Київ ані трохи не поступався жодному вічному містові в світі - Київ витримав, а невідомо, чи Рим витримав би, якби в ньому триста років просиділи старші браточки... |

Подібним чином міфологічно важливою представляється українська національна символіка (герб та гімн). Наприклад, в одному із епізодів Нептун із тризубом вигукує «Ще не вмерла Україна!»
В романі представлено широку картину людей всіх прошарків населення і професій серед українських емігрантів. Цей спектр персонажів сягяє від працівників на фермах і будівництвах до професорів, митців та винахідників. Також герої належать до різних поколінь українців, що вже народилися за кордоном і переживають зміни або ж збереження власної національної ідентичності.

## Сюжет роману

Обкладинка другого видання оформлена авторкою.

Сюжет роману складається з історій життя або життєвих епізодів багатьох його персонажів. Історії перетікають одна в одну із згадуванням наступного героя. Юрій Шевельов назвав цей твір антироманом та «романом-рікою». Із багатьма героями стаються казкові та містичні події описані з властивим для авторки сюрреалістичним стилем.
Роман починається розмовою двох янголів-охоронців про людське призначення. Янголи стоять у колі.
Архітектор Федір зустрічається з винахідником та бездомником Іваном Безручком. Безручко ніколи на розстається із своїм таємничим винаходом, що зберігається у металевій виварці. Винахід Безручка має відношення до України. Його також завжди супроводжує гуска-лелека Юнона здатна розмовляти латиною та проковтувати змій. Дія роману починається в Мюнхені, на що вказують згадування таких місць як Штарнберг, Марієнпляц, Азамова церква та Англійський парк. Безручко це єдиний персонаж, який з'являється протягом усього роману, а Федір знову згадується в кінці роману.
Подібною до Безручка магічною особою постає невмирущий Дзиндра, автор теорії дзеркал з XV ст.
Особливими здібностями наділений також знайомий Федора Тарас Нагірний. Він здатний проходити крізь стіни і в нього фосфоризують очі.
Рафаель Мікель-Анджело Халява є самовпевненим музичним генієм, пращури якого намагалися підробити власне походження, щоби воно виглядало стародавнішим.
Наступним у дію вводиться Іван Долинник, який є дуже обдарваним від природи. Іван є близьким другом Богдана Біланюка.
Значну частину оповідання присвячено професорові Олегу Кіндратовичу Сороці. Походячи із Східної України, він зацікавився власною українською ідентичністю.
Роман закінчується знову розмовою двох янголів, які ведуть бесіду про можливість Страшного Суду.

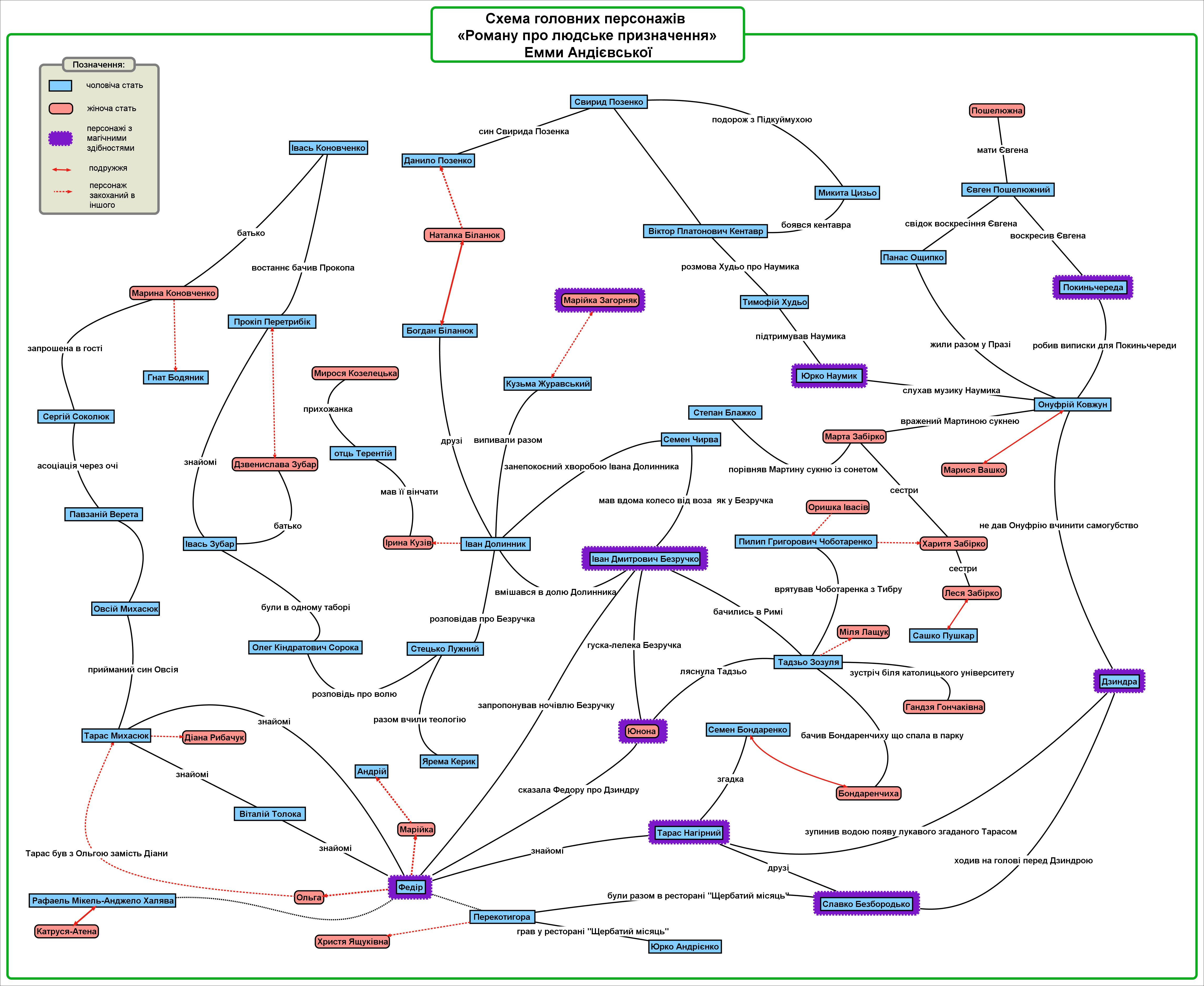
Схема головних персонажів та зв'язків між ними у «Романі про людське призначення» Емми Андієвської.